# Hot Tuna
Hot Tuna to amerykańska grupa muzyczna wykonująca rock, folk rock i blues. Zespół powstał z inicjatywy Jormy Kaukonena (gitara elektryczna, śpiew) i Jacka Casady'ego (gitara basowa). Początkowo grupa wykonywała blues i ragtime w nowocześniejszych aranżacjach. W późniejszym okresie działalności grali głównie własne kompozycje, a styl grupy ewoluował w kierunku hard rocka.

## Dyskografia
- Hot Tuna (1970)
- First Pull Up, Then Pull Down (1971)
- Burgers (1972)
- The Phosphorescent Rat (1973)
- Quah (1974)
- America's Choice (1975)
- Yellow Fever (1975)
- Hoppkorv (1976)
- Double Dose (1977)
- The Last Interview? (1978)
- Final Vinyl (1979 compilation)
- Splashdown (1984)
- Historic Hot Tuna (1985)
- Pair a Dice Found (1990)
- Live at Sweetwater (1992)
- Live at Sweetwater 2 (1993)
- In a Can (1996 BOX) 
  - Hot Tuna
  - First Pull Up Then Pull Down
  - Burgers
  - America's Choice
  - Hopkorv
- Classic Hot Tuna Acoustic (1996)
- Classic Hot Tuna Electric (1996)
- Splashdown Two (1997)
- Live at Stokes (1997), later expanded and re-released as Live in Japan
- And Furthurmore... (1999)
- Trimmed & Burning (1995)